# قانون خدمات الصحة العقلية في كاليفورنيا
في تشرين الثاني 2004، صوّت الناخبون في ولاية كاليفورنيا الأمريكية لصالح الاقتراح رقم 63، وهو قانون خدمات الصحة النفسية، الذي صُمّم لتوسيع وتحويل أنظمة خدمات الصحة النفسية على مستوى مقاطعات كاليفورنيا. يتم تمويل قانون خدمات الصحة النفسية من خلال فرض ضريبة إضافية بنسبة واحد بالمئة على الدخل الخاضع للضريبة للأفراد (وليس الشركات) الذي يتجاوز مليون دولار. ومع دخوله حيّز التنفيذ في كانون الثاني 2005، يُمثّل قانون خدمات الصحة النفسية أحدث خطوة في حركة تشريعية بدأت في كاليفورنيا خلال تسعينيات القرن العشرين لتوفير رعاية أفضل منسّقة وأكثر شمولًا لأولئك الذين يعانون من أمراض نفسية خطيرة، لا سيّما في الفئات السكانية المحرومة. وتُواجَه مزاعم نجاح القانون حتى الآن، مثل تطوير شراكات الخدمة الشاملة المبتكرة والمندمجة، بانتقادات تشير إلى العديد من المشكلات، وعلى وجه الخصوص غياب الرقابة، ووجود مبالغ كبيرة غير مُنفقة، وضعف الشفافية، وقلّة الانخراط في بعض المجتمعات، وغياب الالتزام بالتقارير المطلوبة، وهي تحديات يجب على تطبيق قانون خدمات الصحة النفسية التغلب عليها لتحقيق الإمكانات التي يُشيد بها كثيرون.
في وقت من الأوقات، كانت كاليفورنيا معروفة بامتلاكها نظام صحة نفسية قوي. فقد كانت الرعاية متاحة لمتلقي برنامج "ميدي-كال" مع قيود قليلة على نوعية الرعاية. وقد أقرّ المشرّعون والناخبون بقصور نظام الصحة النفسية في كاليفورنيا، الذي ظلّ تاريخيًا يعاني من نقص التمويل، في تلبية احتياجات سكان الولاية، وخصوصًا أولئك المصابين باضطرابات نفسية خطيرة، خلال العقود القليلة الماضية.
في عام 1991، ومن أجل بناء نظام رعاية يستند أكثر إلى المجتمع والمقاطعات، أقرّت الهيئة التشريعية في كاليفورنيا مبدأ "إعادة التنظيم"، والذي يُحوِّل السيطرة على أموال الصحة النفسية وتقديم الرعاية من مستوى الولاية إلى المقاطعة.
وتبعت ذلك مجموعة من القوانين التي استهدفت الفئات المهمّشة التي تُظهر نسبًا موثقة عالية من الإصابة بالأمراض النفسية، مثل المشرّدين (القانون رقم 2034 الصادر عن الجمعية التشريعية في عام 1999) والمصابين باضطرابات عقلية ممن يُحتمل أن يكونوا عنيفين (قانون لورا، عام 2002).
ومع ذلك، فإنّ إقرار الاقتراح رقم 63 في عام 2004 كان بمثابة استجابة من الناخبين في كاليفورنيا لشعور واسع الانتشار بأن أنظمة الصحة النفسية على مستوى الولاية والمقاطعات لا تزال في حالة سيئة، وتعاني من نقص التمويل، وتحتاج إلى إصلاح تنظيمي شامل. وقد عكس هذا الشعور وجهة نظر وطنية أيضًا، حيث دعت لجنة "الحرية الجديدة" للصحة النفسية التابعة للرئيس الأمريكي عام 2003 إلى تحول جذري في النظام المجزأ تاريخيًا للصحة النفسية. ويُعد قانون خدمات الصحة النفسية محاولة من ولاية كاليفورنيا لقيادة الطريق نحو تحقيق مثل هذا الإصلاح البنيوي.
وفي نهاية المطاف، أثّر الحملة المنظمة والمموّلة جيدًا في ضمائر الناخبين، حيث عرضت الحاجة الملحّة (50,000 مشرد يعانون من أمراض عقلية، بحسب التحالف الوطني للأمراض النفسية) والأمل المرجو (نجاحات المبادرات السابقة للصحة النفسية) الناتجين عن زيادة التمويل لنظام الصحة النفسية.
قاد المبادرة حينها عضو الجمعية داريل شتاينبرغ وراستي سيليكس، المدير التنفيذي لجمعية الصحة النفسية في كاليفورنيا، من خلال جمع ما لا يقل عن 373,816 توقيعًا، إلى جانب الدعم المالي (4.3 مليون دولار) والمعنوي من أصحاب المصلحة. وعلى الرغم من أن الحاكم آرنولد شوارزنيغر والمجتمع التجاري عارضوا الاقتراح رقم 63 بسبب الضريبة التي سيفرضها على أصحاب الملايين، فإن المعارضة لم تجمع سوى 17,500 دولار.
في الثاني من تشرين الثاني 2004، تم إقرار الاقتراح رقم 63 بنسبة 53.8% من الأصوات، حيث صوّت لصالحه 6,183,119 شخصًا، بينما صوّت ضده 5,330,052 شخصًا.

نتائج الاقتراح 63 حسب المقاطعة

- 70–80%
- 60–70%
- 50–60%

## نظرة عامة
توفّر مبادرة قانون خدمات الصحة النفسية التي أقرّها الناخبون، من خلال عملية واسعة النطاق يشارك فيها أصحاب المصلحة، نهجًا شاملًا لتقديم خدمات ودعم الصحة النفسية المجتمعية لسكان كاليفورنيا. حوالي 51,000 دافع ضرائب في كاليفورنيا سيساهمون في تمويل قانون خدمات الصحة النفسية من خلال ما يُقدّر بـ750 مليون دولار من عائدات الضرائب خلال السنة المالية 2005–06.
لقد كان قانون خدمات الصحة النفسية تشريعًا غير مسبوق في كاليفورنيا لعدة أسباب:
- إن مصدر تمويله وكميته وتخصيصه مكرّس لخدمات الصحة النفسية، حتى في أوقات التخفيضات في ميزانيات العديد من البرامج العامة الأخرى.

- كان يهدف إلى إشراك المجتمعات في تحديد أولويات عناصر الخدمة التي سيتم تمويلها.
- كان يركّز على تطوير برامج وقائية ومبتكرة للمساعدة في تحويل نظام الرعاية الصحية النفسية في كاليفورنيا.

ولتحقيق أهدافه، يخصص قانون خدمات الصحة النفسية جزءًا معينًا من أمواله لكل من مكونات بناء النظام الستة التالية:
- تخطيط البرامج المجتمعية والإدارة (10%)
- الخدمات المجتمعية والدعم (45%)
- البنية التحتية (المباني) وتكنولوجيا المعلومات (10%)
- التعليم والتدريب (الموارد البشرية) (10%)
- الوقاية والتدخل المبكر (20%)
- الابتكار (5%)[10]

ومن الجدير بالذكر أن أي من الأموال لم يكن مسموحًا باستخدامه في البرامج التي سبق تخصيص تمويل لها، إلا إذا كان الاستخدام يتعلق بعنصر جديد أو توسّع في تلك البرامج القائمة. يجب إنفاق ما لا يقل عن 51% من الأموال على الخدمات المجتمعية والدعم للأطفال والبالغين المصابين أو المعرضين للإصابة بمرض نفسي.
ينصّ قانون خدمات الصحة النفسية على أن تتعاقد إدارة الصحة النفسية في ولاية كاليفورنيا مع دوائر الصحة النفسية في المقاطعات (إضافة إلى مدينتين) لتطوير وتنفيذ أحكامه. وقد أُنيطت مسؤولية الإشراف على تنفيذ القانون بلجنة الرقابة والمساءلة على خدمات الصحة النفسية المؤلفة من ستة عشر عضوًا، وذلك في السابع من تموز 2005، وهو موعد اجتماعها الأول.
ويحدّد قانون خدمات الصحة النفسية متطلبات تقديم الخدمات والدعم للأطفال، واليافعين، والبالغين، وكبار السن المصابين باضطرابات عاطفية خطيرة و/أو أمراض نفسية شديدة. وسيتم تقديم التمويل بموجب هذا القانون سنويًا إلى المقاطعات من أجل:
- تعريف المرض النفسي الخطير لدى الأطفال، والبالغين، وكبار السن على أنه حالة تستحق الأولوية، بما يشمل خدمات الوقاية والتدخل المبكر، والرعاية الطبية والدعم.
- تقليل التأثيرات السلبية طويلة المدى على الأفراد والعائلات وميزانيات الدولة والمحليات الناتجة عن المرض النفسي الخطير غير المُعالج.
- توسيع أنواع البرامج الخدمية الناجحة والمبتكرة المخصّصة للأطفال، والبالغين، وكبار السن التي تم إنشاؤها بالفعل في كاليفورنيا، بما في ذلك الأساليب التي تراعي الكفاءة الثقافية واللغوية للفئات المحرومة.
- توفير التمويل من الدولة والمحليات لتلبية احتياجات جميع الأطفال والبالغين الذين يمكن التعرف عليهم وتسجيلهم في البرامج بموجب هذا القانون.
- ضمان إنفاق جميع الأموال بأكثر الطرق فعالية من حيث التكلفة، وتقديم الخدمات بما يتماشى مع أفضل الممارسات الموصى بها، وخضوعها للإشراف المحلي والولائي لضمان المساءلة أمام دافعي الضرائب والجمهور.

التنفيذ
منذ بدء العمل بالقانون، كان من المقرر أن تستغرق عملية تنفيذ قانون خدمات الصحة النفسية ستة أشهر؛ لكن في الواقع، أدّى جمع آراء أصحاب المصلحة بشأن القواعد الإدارية إلى تمديد هذه الفترة لعدة أشهر إضافية. وبحلول آب 2005، تم عقد 12 اجتماعًا و13 مكالمة جماعية بمشاركة أصحاب المصلحة من مختلف أنحاء الولاية، وأسفرت عن الصيغة النهائية لمسودة القواعد التي ستتقدم المقاطعات بموجبها بخططها الثلاثية للحصول على الموافقة.
يُطلب من المقاطعات إعداد خطتها الثلاثية الخاصة، بما يتوافق مع المتطلبات المنصوص عليها في القانون، من أجل الحصول على التمويل بموجب قانون خدمات الصحة النفسية. ويتعيّن على المقاطعات التعاون مع المواطنين وأصحاب المصلحة لوضع خطط تُحقّق النتائج المرجوّة من خلال الاستخدام الفعّال للوقت والقدرات، بما يشمل مجالات مثل التوظيف، والتدريب المهني، والتعليم، والأنشطة الاجتماعية والمجتمعية. كما يُشترط تقديم تحديثات سنوية من قِبل المقاطعات، إلى جانب عملية مراجعة علنية. وسيتم تقييم مقترحات المقاطعات بناءً على مساهمتها في تحقيق الأهداف التالية:
- توفير سكن آمن وكافٍ، بما في ذلك بيئات معيشية آمنة، مع الأسرة للأطفال واليافعين
- الحدّ من التشرد
- إنشاء شبكة من العلاقات الداعمة
- الوصول في الوقت المناسب إلى المساعدة المطلوبة، بما في ذلك في أوقات الأزمات
- تقليص معدلات الحبس في السجون ومراكز الأحداث
- الحدّ من الخدمات القسرية، بما في ذلك تقليص فترات الإيواء في المؤسسات والإقامات خارج المنزل

ينصّ قانون خدمات الصحة النفسية على ثلاث مراحل للتمويل المحلي، لتغطية الخطط الأولية، والخطط الثلاثية، والاستراتيجيات طويلة الأمد. لن يتم تمويل أي خدمات خلال السنة الأولى من التنفيذ. وقد صادقت إدارة الصحة النفسية في كانون الثاني 2006 على أول خطة مقدّمة من إحدى المقاطعات. وكان من المقرر أن تُمنح المخصصات لكل فئة تمويلية سنويًا، بناءً على خطط مفصّلة تُقدَّم مسبقًا وتحصل على الموافقة.
ومع ذلك، فإن التعديل الذي أُدخل على قانون خدمات الصحة النفسية، وهو القانون رقم 100 الصادر عن الجمعية التشريعية، والذي تم إقراره في آذار 2011، يهدف إلى تبسيط عملية الموافقة والتغذية الراجعة التي تقوم بها إدارة الصحة النفسية تجاه المقاطعات، وذلك لتخفيف العبء الإداري الملقى على الإدارة.

## الأدوار والمسؤوليات
بينما تتولّى دوائر الصحة النفسية في المقاطعات التنفيذ الفعلي لبرامج قانون خدمات الصحة النفسية، فإن القانون يُلزم عدة هيئات بدعم أو الإشراف على عمل المقاطعات. وتشمل هذه الهيئات إدارة الصحة النفسية في الولاية، ولجنة الرقابة والمساءلة على خدمات الصحة النفسية.

### إدارة الصحة النفسية في ولاية كاليفورنيا
وفقًا لمبدأ إعادة التنظيم، تصادق إدارة الصحة النفسية في الولاية على خطط التنفيذ الثلاثية المقدّمة من المقاطعات، وذلك بعد مراجعة لجنة الرقابة والمساءلة على خدمات الصحة النفسية، وتنقل المسؤوليات البرمجية إلى المقاطعات. في الأشهر الأولى التي تلت إقرار القانون، قامت إدارة الصحة النفسية بما يلي:
- الحصول على الموافقات الفيدرالية والتنازلات من برنامج "ميدي-كال"، والصلاحيات على مستوى الولاية، والموارد الإضافية، والدعم الفني في المجالات المتعلقة بالتنفيذ.
- وضع متطلبات مفصّلة لمحتوى الخطط المحلية الثلاثية للإنفاق.
- تطوير معايير وإجراءات لتقارير نتائج الأداء على مستوى المقاطعة والولاية.
- تحديد متطلبات الحفاظ على الجهود الحالية على مستوى الولاية والمحليات، لحماية البرامج القائمة ومصادر تمويلها من الإلغاء أو الاستبدال.
- وضع صِيَغ لتحديد كيفية توزيع التمويل بين المقاطعات.
- تحديد آلية تدفّق التمويل إلى المقاطعات، ووضع النظام اللازم لعملية التوزيع.
- إنشاء لجنة الرقابة والمساءلة على خدمات الصحة النفسية المؤلفة من 16 عضوًا، تضمّ مسؤولين منتخبين من الولاية ومُعيّنين من قبل الحاكم، إلى جانب وضع الإجراءات الخاصة بمراجعة اللجنة لجهود التخطيط في المقاطعات والإشراف على تنفيذ إدارة الصحة النفسية للقانون.
- تطوير ونشر اللوائح، وتوفير تدريب مبدئي لجميع المقاطعات حول متطلبات تطوير الخطط وتنفيذها.

وقد وجّهت إدارة الصحة النفسية جميع المقاطعات لوضع خطط تتضمّن المفاهيم الخمسة الأساسية التالية:
- التعاون المجتمعي
- الكفاءة الثقافية
- نظام صحة نفسية يقوده المستفيدون/العائلات للبالغين وكبار السن والشباب في مرحلة الانتقال، ونظام رعاية تقوده العائلات للأطفال واليافعين
- التركيز على العافية، والذي يتضمّن مفهومي التعافي والمرونة
- تجربة خدمية متكاملة للمستفيدين وعائلاتهم طوال تفاعلهم مع نظام الصحة النفسية.

وفي إطار تحمّلها لدورها القيادي في تنفيذ قانون خدمات الصحة النفسية، وضعت إدارة الصحة النفسية المتطلبات التالية لتقديم الخدمات والدعم:
- تمويل شراكات الخدمة الشاملة: وهي الأموال المخصصة لتقديم الخدمات والدعم الضروري للفئات الأساسية المستهدفة.
- تمويل تطوير النظام العام: وهي الأموال المخصصة لتحسين الخدمات والبنية التحتية.
- تمويل التوعية والمشاركة: وهي الأموال المخصصة للفئات التي لا تتلقى حاليًا سوى القليل من الخدمات أو لا تتلقاها إطلاقًا.

### لجنة الرقابة والمساءلة على خدمات الصحة النفسية
أنشأ واضعو قانون خدمات الصحة النفسية لجنة الرقابة والمساءلة على خدمات الصحة النفسية لتعكس الطابع الموجّه نحو المستفيدين من هذا القانون، حيث أُلزم أن تضم اللجنة ما لا يقل عن عضوين ممن يعانون من أمراض نفسية شديدة، وعضوين آخرين من أفراد عائلات أشخاص يعانون من أمراض نفسية شديدة، إلى جانب عدد من ممثلي المجتمع الآخرين. وتتحمّل هذه اللجنة المتنوعة مسؤولية الموافقة على خطط تنفيذ المقاطعات، والمساعدة في تطوير استراتيجيات لتخفيف الوصمة المرتبطة بالأمراض النفسية، وتقديم التوصيات بشأن تحسين تقديم الخدمات للولاية عند الحاجة. وإذا رصدت اللجنة قضية جوهرية تتعلق بأداء أحد برامج الصحة النفسية في المقاطعات، يجوز لها إحالة القضية إلى إدارة الصحة النفسية في الولاية.
عُقد الاجتماع الأول للجنة في السابع من تموز 2005، وفيه تم اختيار واضع الاقتراح رقم 63، داريل شتاينبرغ، رئيسًا للجنة بالإجماع من قبل الأعضاء الآخرين، من دون تعليق أو نقاش. وبعد قبوله رئاسة اللجنة، نال شتاينبرغ إشادة واسعة على ابتكاره "آلية التمويل الإبداعي" الخاصة بالاقتراح رقم 63. ثم قال شتاينبرغ: "يجب أن نركّز على الصورة الكبرى"، وصرّح بأولوياته فيما يتعلق بتنفيذ قانون خدمات الصحة النفسية، وهي:
- إعطاء الأولوية للوقاية والتدخل المبكر، من دون الوقوع في فخ تقديم الخدمة بعد فوات الأوان،
- معالجة "معاناة من هم على شفا الهاوية"، و
- الدعوة إلى توفير خدمات الصحة النفسية من منبره القوي.

#### مفوضو لجنة الرقابة والمساءلة على خدمات الصحة النفسية
وفقًا لمتطلبات قانون خدمات الصحة النفسية، يجب أن تتكوّن اللجنة من 16 عضوًا يملكون حق التصويت، على النحو التالي:
1. النائب العام أو من ينوب عنه
2. مشرف التعليم العام أو من ينوب عنه
3. رئيس لجنة الصحة والخدمات الإنسانية في مجلس الشيوخ أو عضو آخر في مجلس الشيوخ يتم اختياره من قبل رئيس مجلس الشيوخ المؤقت
4. رئيس لجنة الصحة في الجمعية التشريعية أو عضو آخر في الجمعية يتم اختياره من قبل رئيس الجمعية.
5. يُعيّن الحاكم اثني عشر عضوًا، ويُشترط أن يسعى إلى اختيار أفراد لديهم تجربة شخصية أو عائلية مع المرض النفسي.

- شخصان يعانيان من مرض نفسي شديد
- أحد أفراد عائلة شخص بالغ أو مسنّ مصاب بمرض نفسي شديد
- أحد أفراد عائلة طفل لديه أو كان لديه مرض نفسي شديد
- طبيب متخصص في علاج الإدمان على الكحول والمخدرات
- أخصائي صحة نفسية
- شريف (قائد شرطة) في إحدى المقاطعات
- مشرف في منطقة مدرسية
- ممثل عن منظمة عمالية
- ممثل عن صاحب عمل يقل عدد موظفيه عن 500 موظف
- ممثل عن صاحب عمل يزيد عدد موظفيه عن 500 موظف
- ممثل عن خطة خدمات الرعاية الصحية أو شركة تأمين

#### المعَيّنون من الحكومة الولائية
المسؤولون الحكوميون والمندوبون الذين تم تعيينهم في البداية:
- السيناتور ويسلي تشيسبرو (الديمقراطي)، من أركاتا، رئيس لجنة الميزانية والمراجعة المالية في مجلس الشيوخ ولجنة الشؤون الخاصة بالتخلف العقلي والصحة النفسية في مجلس الشيوخ.
- النائب مارك ريدلي-توماس (ديمقراطي)، من لوس أنجلوس، عضو لجنة الصحة في الجمعية التشريعية وعضو سابق في مجلس مدينة لوس أنجلوس.
- النائب العام بيل لوكيير، من هايوارد، وكان سابقًا سيناتورًا ونائبًا في الولاية.
- داريل شتاينبرغ (ديمقراطي)، من سكرامنتو، محامٍ ومؤلف الاقتراح رقم 63، ونائب سابق في الجمعية التشريعية. شتاينبرغ هو المعين من قبل مشرف التعليم العام.

#### المعيّنون من الحاكم
في 21 حزيران 2005، أعلن الحاكم آرنولد شوارزنيغر عن تعيينه اثني عشر عضوًا للجنة الرقابة والمساءلة على خدمات الصحة النفسية على النحو التالي:
- نائب رئيس اللجنة لينفورد جيل (لم يصرّح بحزبه السياسي)، 46 عامًا، من باسيفيكا، أخصائي برامج الصحة النفسية في خدمات الصحة النفسية بمقاطعة سان ماتيو.
- كارين هنري (جمهورية)، 61 عامًا، من غرانيت باي، محامية عمالية وعضوة مجلس إدارة التحالف الوطني في كاليفورنيا للأمراض النفسية. تعاني هنري من اضطراب ثنائي القطب «دورة سريعة»، ولديها ابن مصاب بالتوحد وآخر يعاني من مرض نفسي.
- ويليام كولندر (جمهوري)، 70 عامًا، من سان دييغو، شريف مقاطعة سان دييغو ورئيس جمعية شُرَط الولاية، وعضو مجلس تصحيحيات الولاية، وكان مديرًا لهيئة شباب كاليفورنيا لمدة ثلاث سنوات. توفيت زوجته نتيجة لمرض نفسي، ولديه ابن يعاني من اضطراب نفسي.
- كلفن لي، دكتور في التربية (جمهوري)، 58 عامًا، من روزفيل، مشرف منطقة مدارس "دراي كريك جوينت" الابتدائية.
- أندرو بوت (جمهوري)، 45 عامًا، من سان دييغو، مدير سابق لقسم العلاقات الحكومية في مدينة سان دييغو، وعضو لجنة السياسات العامة لمركز سان دييغو للمثليين والمثليات، ونائب مدير سابق لمكتب شؤون المستهلكين بالولايات المتحدة. مثّل أصحاب العمل الذين يزيد عدد موظفيهم عن 500 موظف في اللجنة، ويقول إنه سيستخدم خبرته في بناء برامج بملايين الدولارات لجمع دعاة الصحة النفسية.
- دارلين بريتيمان (جمهورية)، 71 عامًا، من بيكرسفيلد، ممرضة نفسية، وعضوة مجلس إدارة ورئيسة سابقة لتحالف كاليفورنيا الوطني للأمراض النفسية، ورئيسة سابقة وعضوة في مجلس تخطيط الصحة النفسية في كاليفورنيا. لديها ابن مصاب بالفصام، وتعتبر تعزيز توفير السكن لعملاء خدمات الصحة النفسية من أولوياتها.
- كارمن ديياز (ديمقراطية)، 53 عامًا، من لوس أنجلوس، منسقة دفاع عن الأسرة في دائرة الصحة النفسية بمقاطعة لوس أنجلوس وعضوة مجلس إدارة "المدافعون الموحدون عن أطفال كاليفورنيا". لديها أحد أفراد العائلة يعاني من مرض نفسي شديد.
- إف. جيروم دويل (ديمقراطي)، 64 عامًا، من لوس جاتوس، المدير التنفيذي لمؤسسة (مزود خدمات الصحة النفسية للأطفال والشباب)، وعضو مجلس إدارة ورئيس سابق لمجلس وكالات الصحة النفسية المجتمعية في كاليفورنيا، وعضو مجلس إدارة "مدافعي كاليفورنيا للصحة النفسية للأطفال".
- سول فيلدمان، دكتور في الإدارة العامة، (ديمقراطي)، 75 عامًا، من سان فرانسيسكو، رئيس ومدير تنفيذي لشركة "يونايتد بيهافيورال هيلث"، وعضو الجمعية الأمريكية لعلم النفس، ومؤسس ورئيس سابق للكلية الأمريكية لإدارة الصحة النفسية، ورئيس ومدير تنفيذي سابق لشركة "هيلث أمريكا" في كاليفورنيا. تم تعيينه كممثل لشركات التأمين الصحي.
- جاري ييغر، دكتور في الطب (ديمقراطي)، 62 عامًا، من هاربور سيتي، رئيس قسم طب الإدمان في مستشفى "كايزر فاونديشن" بمنطقة ساوث باي، وعضو ورئيس سابق لمجلس الاستشارات السلوكية في رابطة الرعاية الصحية في كاليفورنيا، ومدير طبي سابق لخدمات التعافي العائلي في مستشفى سانت جوزيف في يوريكا. يقول إن أفراد عائلته يعانون من "معدل 80 بالمئة لتعاطي المخدرات والكحول".
- ماري هياشي (ديمقراطية)، 38 عامًا، من كاسترو فالي، رئيسة صندوق تحالف إيريس وعضوة مجلس إدارة في منظمة "بلاند بيرينتهود جولدن غيت" وعضوة في مجلس التمريض المسجّل. تشمل اهتماماتها تسهيل وصول النقل لعملاء الخدمات وخدمات النقل الخاص، وتمثل أصحاب العمل الذين يقل عدد موظفيهم عن 500 موظف.
- باتريك هينينغ (ديمقراطي)، 32 عامًا، من ويست سكرامنتو، مدافع تشريعي لمجلس عمال كاليفورنيا. كان سابقًا مساعد وزير في وكالة العمل والتنمية المهنية (وهي وكالة ساهم في إنشائها)، ونائب مدير في وزارة العلاقات الصناعية، وقبل خدمته الحكومية كان مستشارًا خاصًا وموصلًا مع الكونغرس للرئيس بيل كلينتون. وهو عضو في مجموعة الاستشارات الخاصة بمعايير التعليم الفني المهني ولجنة متحدث الجمعية التشريعية في كاليفورنيا بشأن التعليم العمالي. يمثل العمال.

## التقدم الحالي
واحدة من قصص النجاح غير المشروطة لقانون خدمات الصحة النفسية حتى الآن تتعلق بتنفيذ شراكات الخدمة الشاملة التي تُظهر الالتزام بـ"كل ما يلزم" للمساعدة في التعافي الفردي، سواء كان ذلك من خلال توفير السكن، أو "الخدمات المتكاملة، التمويل المرن [مثل رعاية الأطفال]، إدارة الحالات المكثفة، أو الوصول إلى الرعاية على مدار الساعة." تستند تدخلات شراكات الخدمة الشاملة إلى أدلة من برامج مثل العلاج المجتمعي الفعّال، الذي قلّل بشكل فعّال من التشرد والإدخالات للمستشفيات مع تحسين النتائج. لكن نموذج شراكات الخدمة الشاملة يشبه أكثر برنامج قرية جمعية الصحة النفسية في لونغ بيتش، وهو مركز يقدم خدمات أكثر شمولاً إلى جانب الخدمات المتعلقة بالصحة النفسية فقط. ومع ذلك، لم يكن هناك توافق كبير على استراتيجيات موحّدة لتعريف وتنفيذ شراكات الخدمة الشاملة، مما أدى إلى وجود هياكل مختلفة لشراكات الخدمة الشاملة عبر المقاطعات.
بشكل عام، أفاد مركز بيتريس، الممول من إدارة الصحة النفسية ومؤسسة كاليفورنيا للرعاية الصحية، بتسجيل تحسينات قابلة للقياس في العديد من المجالات، منها:
- معدلات التشرد
- معدلات الدخول إلى نظام العدالة الجنائية
- المعاناة من المرض
- الأداء اليومي
- معدلات التعليم
- معدلات التوظيف
- الرضا العام عن شراكات الخدمة الشاملة[14]

## التحديات المستمرة
وفقًا لمركز سياسة الصحة بجامعة كاليفورنيا في لوس أنجلوس، تُظهر استطلاعات الصحة في كاليفورنيا لعامي 2007 و2009 استمرار وجود احتياجات صحية نفسية لما يقارب مليوني مواطن من سكان كاليفورنيا، نصفهم تقريبًا لم يحصلوا على الرعاية اللازمة في عام 2011. بالرغم من وجود إيرادات ضريبية ثابتة (7.4 مليار دولار تم جمعها حتى أيلول 2011) مخصصة لقانون خدمات الصحة النفسية، إلا أن الأعداد المرتفعة باستمرار للأشخاص الذين يعانون من أمراض نفسية ولا يتلقون العلاج تتناقض بشكل واضح مع تنفيذ برامج جديدة مثل شراكات الخدمة الشاملة، التي قد تكلف عشرات الآلاف من الدولارات سنويًا لكل شخص. على سبيل المثال، يبلغ متوسط تكلفة برنامج قرية جمعية الصحة النفسية حوالي 18,000 دولار سنويًا لكل شخص. ومن بين المخاوف المتزايدة بشأن تنفيذ القانون هي ميله غير المقصود والمقلق إلى خلق "جزر" للرعاية. حسب توجيهات إدارة الصحة النفسية، تبحث المقاطعات عن الأفراد "غير المخدومين" المصابين بأمراض نفسية أو المعرضين للخطر لتسجيلهم في برامجها الجديدة، بينما تبقي العملاء الحاليين، الذين ربما يعانون من نقص في الخدمات، في البرامج القديمة التي غالبًا ما تكون تحت التمويل، ولا يمكنها استخدام أموال قانون خدمات الصحة النفسية. من المفارقات أن القانون وُضع جزئيًا لمعالجة الفوارق العرقية والإثنية في الرعاية الصحية، لكنه قد يكرّس التفاوت في تقديم الخدمات بين البرامج الجديدة الممولة جيدًا وتلك التي تعاني من نقص التمويل.
الحل الممكن لهذه المشكلة يبرز تحديًا آخر للقانون: الحاجة إلى تقييم أكثر شمولاً، وآليات إشراف واستشارة أفضل. على الرغم من وجود لجنة المساءلة، لجنة الرقابة والمساءلة على خدمات الصحة النفسية، إلا أن مسؤولياتها الرقابية والتنظيمية غير محددة جيدًا. ومع ذلك، فإن اللجنة كيان حديث نسبيًا، إذ تم إنشاؤها بموجب قانون خدمات الصحة النفسية في عام 2004، ولم تحدد بعد بشكل كامل دورها في القانون. ومع مرور الوقت، يُرجى أن تستمر اللجنة في تطوير دورها وفقًا لوظيفتها المعلنة. كما سيكون من الضروري إجراء تقييم موضوعي وخبير لقانون خدمات الصحة النفسية لتحقيق تحسين شامل ومستدام على مستوى النظام، والذي بدوره يصبح نموذجًا يُحتذى به للآخرين.

## روابط خارجية

### الوكالات الحكومية
- CAIChildLaw.org - "طلب تمويل مقاطعة ساكرامنتو لبرنامج التخطيط المجتمعي بموجب قانون خدمات الصحة العقلية"
- www.dmh.ca.gov - "قانون خدمات الصحة العقلية (MHSA): الصفحة الرئيسية"، إدارة الصحة العقلية في كاليفورنيا
- www.mhsoac.ca.gov - "قانون خدمات الصحة العقلية (MHSA): الصفحة الرئيسية للجنة الإشراف والمساءلة على الصحة العقلية (MHSOAC)"، وزارة الصحة العقلية في كاليفورنيا
- Governor.ca.gov[وصلة مكسورة] - «الحاكم شوارزنيجر يعين اثني عشر عضوًا في لجنة الإشراف على خدمات الصحة العقلية والمساءلة»، غرفة الصحافة بمكتب الحاكم (21 يونيو/حزيران 2005)

### المنظمات الخاصة
- CDCan.us - ' شبكة عمل مجتمع كاليفورنيا لذوي الإعاقة : ربط الناس بحقوق وقضايا ذوي الإعاقة'

### التغطية الإعلامية
- CaliforniaHealthline.org - "مسؤولو المقاطعة يعملون على وضع خطط لتخصيص أموال الاقتراح 63"، مؤسسة كاليفورنيا للرعاية الصحية (11 يوليو/تموز 2005)
- ContraCostaTimes.com - «تمويل الصحة النفسية يُعطي أملًا»، سارة ستيفنز، كونترا كوستا تايمز (١١ يوليو ٢٠٠٥)